# Liste der portugiesischen Botschafter in den Föderierten Staaten von Mikronesien
Die Liste der portugiesischen Botschafter in den Föderierten Staaten von Mikronesien listet die Botschafter der Republik Portugal in den Föderierten Staaten von Mikronesien auf. Die beiden Staaten richteten nach der mikronesischen Unabhängigkeit 1996 diplomatische Beziehungen ein.
Portugal eröffnete bisher noch keine eigene Botschaft in den Föderierten Staaten von Mikronesien, das Land gehört zum Amtsbezirk des portugiesischen Botschafters in Australien. Dazu doppelakkreditiert er sich in der mikronesischen Hauptstadt Palikir (Stand 2019).

## Missionschefs
| Name                               | Bild                               | Amtszeit                           | Anmerkungen                        |
| Föderierte Staaten von Mikronesien | Föderierte Staaten von Mikronesien | Föderierte Staaten von Mikronesien | Föderierte Staaten von Mikronesien |
| ---------------------------------- | ---------------------------------- | ---------------------------------- | ---------------------------------- |
| Zózimo Justo da Silva              |                                    | 1996 –31. Januar 2001              | Botschafter mit Amtssitz Canberra  |
| José Ernest Henzler Vieira Branco  |                                    | 12. Februar 2001 –26. Januar 2005  | Botschafter mit Amtssitz Canberra  |
| António Augusto Jorge Mendes       |                                    | 15. Januar 2005 –25. April 2010    | Botschafter mit Amtssitz Canberra  |
| Rui Quartin Santos                 |                                    | 2. Mai 2010 – 2. Dezember 2012     | Botschafter mit Amtssitz Canberra  |
| Paulo Jorge Sousa da Cunha Alves   |                                    | 14. Juni 2013 –7. August 2018      | Botschafter mit Amtssitz Canberra  |
| Pedro da Vinha Rodrigues da Silva  |                                    | seit 26. Oktober 2018              | Botschafter mit Amtssitz Canberra  |